# Great Dane Airlines

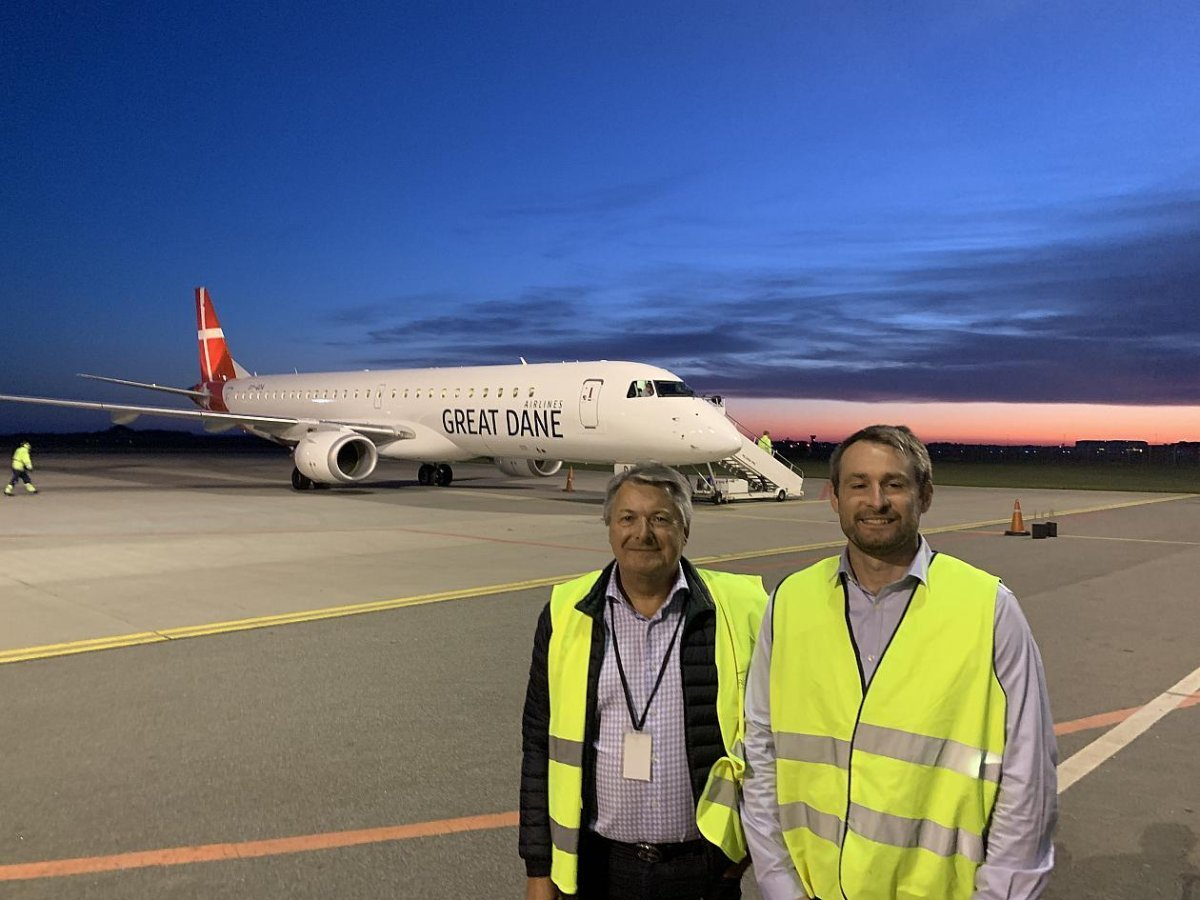
CEO Thomas Hugo Moller vor einer Embraer 195 der Great Dane Airline

Great Dane Airlines A/S war eine dänische Fluggesellschaft mit Sitz und Basis auf dem Flughafen Aalborg in Nørresundby.

## Geschichte
Great Dane Airlines wurde im 1. Dezember 2018 gegründet und erhielt am 13. Juni 2019 ihr Air Operator Certificate (AOC) vonseiten der dänischen Behörde Trafik-, Bygge- og Boligstyrelsen. Die Fluggesellschaft führte ihren Erstflug am 14. Juni 2019 durch, bei dem es sich um einen Charterflug von Aalborg nach Rhodos handelte, während der erste Linienflug am 21. Juni 2019 von Aalborg nach Dublin führte.
Zwischen September 2020 und April 2021 wurden zwei der drei Flugzeuge an die vietnamesische Bamboo Airways vermietet.
Aufgrund der Covid-19-Pandemie und den daraus resultierenden Verlusten musste die Fluggesellschaft am 11. Oktober 2021 Insolvenz anmelden und den Flugbetrieb mit sofortiger Wirkung einstellen.

## Flugziele
Great Dane Airlines führt von ihrer Basis am Flughafen Aalborg Flüge zu Zielen in Europa aus.

## Flotte
Zum Zeitpunkt der Betriebseinstellung im Oktober 2021 bestand die Flotte der Great Dane Airlines aus drei Flugzeugen mit einem Durchschnittsalter von 13,2 Jahren:
| Embraer 195 | 3 | 1 | OY-GDA |  | 118 |  |  |  |  |  |
| Embraer 195 | 3 | 1 | OY-GDB |  | 118 |  |  |  |  |  |
| Embraer 195 | 3 | 1 | OY-GDC |  | 118 |  |  |  |  |  |
| Gesamt      | 3 | 1 |        |  |     |  |  |  |  |  |